# いきのこれ! 社畜ちゃん
『いきのこれ! 社畜ちゃん』（いきのこれ しゃちくちゃん）は、原作・ビタワン、作画・結うき。による日本の漫画作品。2015年8月より、Twitterおよびウェブマガジン『@vitamin』で連載中。本項目ではスピンオフ作品『いきのこれ！ 社畜ちゃん〜後輩ちゃんオタ活動記〜』についても記載する。

## 概要
当初は原作者のビタワンが作画も行っており、2014年12月25日にビタワン作画の社畜ちゃん1話がTwitterに掲載された。その際に社畜ちゃんのキャラクターデザインとして、2012年にビタワンが後に作画担当となる結うき。に依頼したクイズゲームアプリ用のキャラクターを流用したという。原作と作画が共にビタワンである社畜ちゃんの4コマ漫画は11話まで掲載された。
先述の縁により、結うき。が作画担当となり、2015年8月13日、原作者のビタワンが「社畜ちゃん」が登場する漫画をTwitterに掲載。投稿作は2016年5月時点で累計11万リツイート、15万いいねを獲得し話題となる。同年12月13日より、ウェブマガジン『@vitamin』での連載を開始。
2016年5月30日、『電撃G'sコミック』2016年7月号に読み切り作品が掲載された。
2017年7月22日から「後輩ちゃん」と「バイトちゃん」のスピンオフ漫画『いきのこれ！ 社畜ちゃん〜後輩ちゃんオタ活動記〜』（原作：ビタワン、作画：湧井想太、キャラクターデザイン：結うき。）の連載が開始し、毎週土曜日に更新されている。
作中のIT系のネタや会社員のあるあるネタは、原作・ビタワンの体験談に基づいている。
2023年1月上旬の連載を持って商業連載は終了。コミックは全9巻となる。翌月からは商業連載時と同じ「原作・ビタワン、作画・結うき。」名義で個人連載（事実上のインディーズ（同人）連載）となる。

## あらすじ
社畜ちゃんは都内にあるちょっとブラックなIT企業「ブランクソフトウェア」で働くシステムエンジニア。個性的な同僚に囲まれ、日夜終電や無茶な発注と戦っていく。

## 舞台
ブランクソフトウェア
東京都下にある小さなIT企業。社畜ちゃんをはじめとした登場人物たちが勤めている。
システム一課
主にアプリケーション開発を行っている部署。社畜ちゃん、後輩ちゃん、先輩さんなどが所属している。
システム二課
主に運用・保守業務を行っている部署。同期ちゃんが所属している。
システム三課
出向部署。同期ちゃんの同期が所属していた。亡霊課と呼ばれている。

## 主な登場人物
登場人物は基本的に通称で呼ばれ、本名が使われることはほとんどない（本名が一部でも使用される場合は脚注にてフルネームが補足される）。本項では本名が判明しているキャラクターは通称の後に表記し、解説中にて本名が判明した話数を記載する。
担当声優は、特筆ないかぎりは2016年ボイスドラマ版・無料ゲーム版での配役。
社畜ちゃん（しゃちくちゃん） / 佐倉 桜花（さくら おうか）
声 - 岡本理絵 / 大和田仁美（2024年ASMR）
今作の主人公。都内(八王子近辺)のIT企業「ブランクソフトウェア」で働くシステムエンジニア。システム一課所属。所謂社畜で、「社畜ちゃんにしかできない」などと褒められるとつい仕事を引き受けてしまうため、上司さんからはチョロいと思われている。上司さんや営業さんからの無茶ぶり業務指示によって終電に間に合わなかったり、休日出勤せざるを得ないことが起こる。また、心配性な面があり、念願の代休を取得できても仕事のことが気になって出社してしまうこともある。
後輩ちゃんのチューター（教育係）で、小春（こはる）という中学生の妹がいる。胸は大きい。かつては先輩さんから「狂犬」と評されるほどトゲトゲしていた。犬が好きで、昼休みによく犬の動画を見ている。
お酒に酔うと無差別に人を撫でまくる「撫で魔」になる。特技は利き栄養ドリンク。
作者・ビタワンの個人サークルの名前「オウカソフト」は社畜ちゃんの本名にちなむ。
先輩さん（せんぱいさん）
声 - 尾崎真実
本名、年齢、入社時期未発表。システム一課所属。社畜ちゃんと後輩ちゃんの先輩社員で、以前は社畜ちゃんのチューター（教育係）だった。穏やかな性格で、客のコントロールも上手く仕事ができることから上司や後輩の信頼も厚い。ただし、朝に弱いという弱点があり、いつも遅刻している。かつては遅刻に厳しい人が同じ部署にいて先輩さんに何度も注意していたが、数ヶ月後にその人が会社からいなくなっていたことから、先輩さんに関して穏やかでない噂が流れている。胸が大きく、ミスをして落ち込んだ社畜ちゃんをしばしばその豊かな胸で抱擁し慰めているが、その際に「これはダメになる」と感じてしまうことから、「下に付いた後輩を必ずダメにしてしまう」という噂も流れている。また、社畜ちゃんが限界を迎えそうな時は、上司さんの指示によって社畜ちゃんを抱擁することで、社畜ちゃんの元気を復活させている。新入社員面接は課の担当として何度か過去に行ったようで同課所属の社畜ちゃん、後輩ちゃん、営業さん、モブさん、バイトちゃんも先輩さんが入社面接を行っている。
後輩ちゃん（こうはいちゃん） / 小鳥遊 ひより（たかなし ひより）
声 - 山田奈都美
システム一課所属。社畜ちゃんが面倒を見ている後輩社員で、黒髪長髪と「コー」という文字の形をした髪留めが特徴の素直な女の子。未成年。自身のチューター（教育係）である社畜ちゃんを尊敬している。入社当初はパソコンの電源の入れ方も分からなかったほどIT知識が乏しかったが、入社前から同人作家活動もしていた。IT系を選んだ動機は「ITエンジニアって何かカッコイイなと思った」からで、「ブランクソフトウェア」を選んだ理由は家に近かったからである。面接の際の「元気なら誰にも負けない」という自己PRによって、面接担当だった先輩さんの強い推薦により採用された。自分の胸が小さいことを気にしている。実家暮らし。3ヶ月間の試用期間を終えた久しぶりの社員。タイピングは指一本で行う。
友達からは「ひよちゃん」と呼ばれている。
同期ちゃん（どうきちゃん） / 百瀬 桃華（ももせ とうか）
声 - 樫本美穂
社畜ちゃんと同期の社員。システム二課所属。システム二課所属で同期ちゃんよりも先輩の社員がまとめて辞めてしまったことにより、システム二課のナンバー2へ昇格した。社内では社畜ちゃん以外にも同期の社員はいたが、現在では社畜ちゃんと同期ちゃんの2人だけになってしまっている。楽をするために努力を惜しまない性格で、自分の業務を全て自動化することで1日分の仕事を半日で終わるようにした。なお、このことを上司に言うと仕事を増やされるため、上司には未報告である。業務の自動化により空いた時間を使って、しばしば社畜ちゃんの所属するシステム一課に遊びに来ている。社畜ちゃんと張り合うことが趣味で、同期ちゃんに負け続けた社畜ちゃんがダウナー状態になったのを見ることが好き。住まいは社畜ちゃんと同じアパートの隣室に住んでいる。
趣味はプラモデルであり、リアルロボットの方が好み。
インフラさん
本名未発表。社畜ちゃん達が務める会社の総務社員。社内のインフラを一人で管理している。
バイトちゃん / 鷺沼 いのり（さぎぬま いのり）
不定期にコーダーのアルバイトをしている女子高校生。コミュニケーションが苦手なため、人当たりがよく面倒見が良い社畜ちゃんに憧れている。重度のガチャ廃人で、バイト代は全てソーシャルゲームに充てている。ハンドルネームは「イノリン」。
毎月のバイト代は5万円。
上司さん（じょうしさん）
声 - 成田童夢
本名未発表。システム一課所属。社畜ちゃん達の上司にあたる男性社員。いつも部下に無茶振りをしており、特に社畜ちゃんには「社畜ちゃんにしかできない仕事」などと言って社畜ちゃんを乗せることで、どんどん仕事を入れている。奥さんに頭が上がらない恐妻家。3歳の娘がおり、携帯電話の待ち受けにしている。
営業さん（えいぎょうさん）
声 - 成田童夢
本名未発表。システム一課所属の営業を担当している男性社員。開発案件を受注する、仕事に欠かせない社員だが、顧客の要望を安請け合いして無茶な条件で案件を取ってきてしまうこともある。誰とでも同じ調子で話すことが得意な営業向きな人物だが、社畜ちゃんと話す時だけは僅かに早口になるらしい。
モブさん
声 - 成田童夢
本名未発表。システム一課所属。社畜ちゃんの隣の席の男性社員。目立たないことが特徴。
妹ちゃん / 佐倉 小春（さくら こはる）
社畜ちゃんの妹である女子中学生。IT企業に務め、なかなか実家に帰って来ない社畜ちゃんを心配している。社畜ちゃん同様、胸が大きい。料理が得意。
トモカちゃん/ 百瀬 友華（ももせ ともか）
バイトちゃんと同じ学校・同じクラスの同級生。バイトちゃんと同様クラスの中ではいわゆる「ぼっち」。短文投稿SNSを好んでいてハンドルネームは「モカポム」。同期ちゃんの妹でシスコン。Fカップ。自分がゲーム音痴という自覚があり、バイトちゃんがオススメするゲームに最初は乗り気ではなかったが、｢やり方を教えてくれるなら｣とやり始めた。

## 書誌情報
- 原作・ビタワン、作画・結うき。 『いきのこれ! 社畜ちゃん』 KADOKAWA〈電撃コミックスNEXT〉、全9巻
  1. 2016年5月27日発売、ISBN 978-4-04-865907-9
  2. 2017年2月27日発売、ISBN 978-4-04-892690-4
  3. 2017年11月27日発売、ISBN 978-4-04-893368-1
  4. 2018年11月27日発売、ISBN 978-4-04-912188-9
  5. 2019年12月27日発売、ISBN 978-4-04-912883-3
  6. 2020年6月27日発売、ISBN 978-4-04-913246-5
  7. 2021年2月27日発売、ISBN 978-4-04-913673-9
  8. 2022年1月27日発売、ISBN 978-4-04-914179-5
  9. 2023年1月27日発売、ISBN 978-4-04-914852-7
- アンソロジー『いやされて 社畜女子のコミックアンソロジー』 KADOKAWA/アスキー・メディアワークス 〈電撃コミックスNEXT〉 2017年11月25日発売、ISBN 978-4-04-893307-0
- 原作・ビタワン、作画・湧井想太、キャラクターデザイン・結うき。 『いきのこれ! 社畜ちゃん〜後輩ちゃんオタ活動記〜』 KADOKAWA/アスキー・メディアワークス 〈電撃コミックスNEXT〉、全2巻
  1. 2018年2月24日発売、ISBN 978-4-04-893652-1
  2. 2018年11月27日発売、ISBN 978-4-04-912189-6

## モバイル
LINEスタンプ
- 社畜ちゃん（2016年配信[33]）
- 社畜ちゃん2（2017年配信[34]）
- 社畜ちゃん3（2018年配信[35]）

## 無料ゲーム
RPGアツマールで『いきのこれ! 社畜ちゃん 〜ドキドキ炎上社畜ライフ〜』という無料ゲームが2018年2月13日より公開されている。
炎上案件を連打アクションし、トラブル対策（火消し）をする、放置型火消しアクションゲーム。社畜ちゃんと後輩ちゃんには一部ボイスがある。